# Barsac (vin)
Barsac este un vin licoros francez cu denumire de origine controlată produs în Sauternes, una din subdiviziunile podgoriei Bordeaux.
Zona de producție a vinurilor Barsac se află exclusiv în comuna Barsac, aproape de Sauternes, pe malul stâng al râului Ciron. Clasificată ca denumire de origine controlată prin decretul din 11 septembrie 1936, podgoria se întinde pe o suprafață de aproximativ 600 de hectare.

## Podgoria
Podgoria Barsac se află pe un teren calcaros de tip Asterias, acoperit în mare parte cu depozite de aluviuni formând terase pe pantele joase. Pe malurile râului Garonne sunt plantate câteva parcele pe depozite aluviale post-Würm denumite «argiles des palus», dar podgoria începe pe o terasă joasă (între D 113 și calea ferată), datând din timpul glaciațiunii Riss (pleistocenul mediu), cu calcar de doisprezece metri dedesubt (+12 NGF). Pe partea de sud a podgoriei Barsac și de-a lungul malurilor râului Ciron, eroziunea este vizibilă în calcarul Asterias denumit local „calcar de Saint-Macaire” datând din stampian (oligocenul superior), acoperit cu un strat subțire de nămol și nisip.
Pe un teren argilo-calcaros este plantată o viță de vie cu struguri albi din soiurile sémillon, sauvignon și muscadelle, ce produc vinuri dulci : producătorii din Barsac au dreptul de a face alegerea denumirilor barsac sau sauternes.

## Vin
Acest vin se potrivește perfect cu foie gras, un pui fript, brânză roquefort sau doar câteva nuci și niște pâine. Trebuie să fie servit proaspăt (8 °C), dar nefrapat.

### Clasament
AOC Barsac depinde de Clasificarea oficială a vinurilor de Bordeaux din 1855. Această podgorie conține o duzină de castele, toate situate în comuna Barsac.

#### Vinuri principale
- Château Coutet
- Château Climens

#### Vinuri secundare
- Château Myrat
- Château Doisy-Dubroca
- Château Doisy Daëne
- Château Doisy-Védrines
- Château Broustet
- Château Nairac
- Château Caillou
- Château Simon
- Château Suau